# Pseudopanthera nigrescens
Pseudopanthera nigrescens là một loài bướm đêm trong họ Geometridae.